# 二次勧誘
二次勧誘（にじかんゆう）とは、何らかの契約をした消費者に対して、顧客名簿等（通称「カモリスト」）を使って別の契約の締結を勧誘することをいう。
過去に入会していた通信教育、会員サービスなどについて「まだ、退会になっていない。退会しないと後になって大変な額の請求が来ます」、「○○万円で、退会手続きをしてあげます」などといって、勧誘するのが典型例である（多くの場合、退会していないことや業者が退会手続きをするというのは嘘で、別の高額商品の契約をさせるのが真の目的である。詐欺と考える必要がある）。
勧誘方法は電話のみである。同じ業者が別の善良な業者を装いさらに契約させるケースがある。いったん二次勧誘に騙されると等比級数的に勧誘電話が増える欠点がある。
近年は巧妙にカモフラージュを施し悪徳弁護士と協力関係を結んだり、特定非営利活動法人等を立ち上げ、入り口はさも優良業者に見せかけて安心感を伝に誘い引き込み、多額のお金を請求したり、会費を取る等という形態、返金商法に変化を見せていたりもする。
又、以前の契約を解決し返金させる代わりに、それ以上の金額を事業投資ファンドに投資させるという、お得感を与えた巧妙な手法も多く見られる。